# Luigi Alessandro Omodei
Luigi Alessandro Omodei (Milão, 8 de dezembro de 1608 - Roma, 26 de abril de 1685) foi um cardeal do século XVII

## Biografia
Nasceu em Milão em 8 de dezembro de 1608. Da família do famoso jurisconsulto Sigonrello Omdei, milanês que floresceu ca. 1330. Sétimo filho de Carlo Omodei, primeiro marquês de Piovera e patrício milanês, e Beatrice Lurani. Seu nome de batismo era Luigi Alessandro. Tio do cardeal Luigi Omodei (1690). Seu sobrenome também está listado como Homodei; como Hamadei; como Amodei; e como Amadei.
Estudou em Parma; e na Universidade de Perugia, onde se doutorou in utroque iure , direito canônico e civil..
Foi para Roma. Protonotário apostólico participativo , 30 de julho de 1627. Referendário dos Tribunais da Assinatura Apostólica da Justiça e da Graça, 1638. Clérigo da Câmara Apostólica, 1642; reitor, 1644. Provisor geral das fortalezas do Estado Pontifício. Comissário geral do Estado Papal no pontificado do Papa Inocêncio X. General das tropas papais na segunda guerra de Castro, 1649..
Criado cardeal sacerdote no consistório de 19 de fevereiro de 1652; recebeu o gorro vermelho e o título de S. Alessio, em 12 de março de 1652. Participou do conclave de 1655, que elegeu o papa Alexandre VII. Legado em Urbino, de 2 de agosto de 1655 a 1658. Camerlengo do Sacro Colégio dos Cardeais, de 16 de janeiro de 1662 a 15 de janeiro de 1663. Participou do conclave de 1667, que elegeu o Papa Clemente IX. Participou do conclave de 1669-1670, que elegeu o Papa Clemente X. Participou do conclave de 1676, que elegeu o Papa Inocêncio XI. Optou pelo título de S. Maria em Trastevere, 19 de outubro de 1676. Optou pelo título de S. Prassede, 13 de setembro de 1677. Optou pelo título de S. Lorenzo em Lucina, 8 de janeiro de 1680. Cardeal protoprete ..
Morreu em Roma em 26 de abril de 1685, perto das 10h. Exposto e enterrado na igreja de S. Carlo al Corso, Roma.